# Pilar de 9 amb folre, manilles i puntals
El pilar de 9 amb folre, manilles i puntals és un castell de gamma extra carregat només un cop fins a la data. Consta d'una estructura de 9 pisos d'alçada i un casteller per pis, reforçat al pis de segons pel folre, al pis de terços per les manilles i al pis de quarts pels puntals o ajuts.
Segons la taula de puntuacions del concurs de castells de Tarragona del 2022 es considera el segon castell més difícil d'entre els castells carregats fins ara i, per tant, es considera de gamma superior a la gamma extra.

## Història

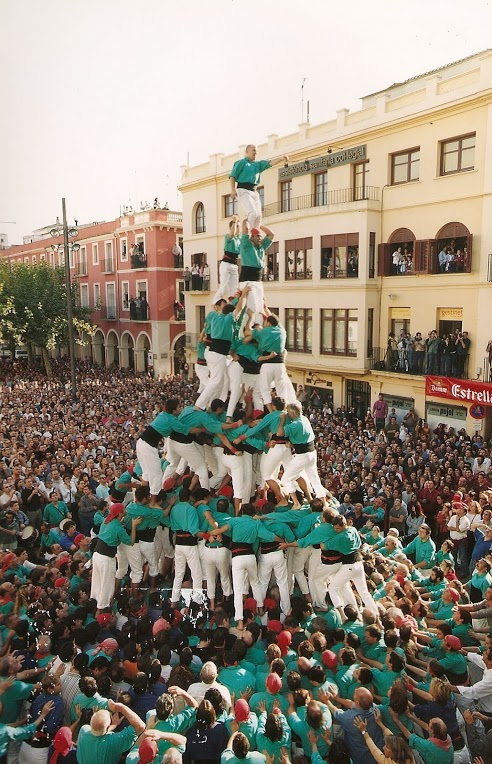
Primer intent de pilar de 9 amb folre, manilles i puntals, pels Castellers de Vilafranca (2002)

El primer intent d'aquest castell l'havien realitzat els Castellers de Vilafranca ("Verds") l'1 de novembre del 2002, a la diada de Tots Sants, a Vilafranca del Penedès. En aquest intent, el folre estava format per 61 castellers, les manilles per 23, i 9 persones formaven els puntals. L'estructura va fer llenya instants després de sonar gralles i no es va ni col·locar el setè. Precisament, aquest intent de pilar de 9 va servir per introduir el terme puntals al lèxic casteller.
El 2010 la mateixa colla vilafranquina va anunciar el castell per tal de fer-lo a la Diada de Tots Sants de 2010 Els vilafranquins van realitzar el pilar de 7 amb puntals a assaig i el pilar de vuit fins acotxador com havien fet el 2002, però finalment a plaça varen optar pel pilar de 8 amb folre i manilles, que descarregaren.
L'any 2015 els Castellers de Vilafranca el va anunciar com a objectiu per a Tots Sants, però va acabar descartant-se la setmana abans degut a la dificultat d'assajar el peu.
La construcció es va carregar per primera vegada el primer de novembre de 2022 en la quarta ronda de la Diada de Tots Sants per part dels Castellers de Vilafranca, emprant una tècnica nova durant la pujada i col·locació del folre, manilles i puntals. El castell va caure poc després de l'aleta de l'enxaneta. Aquest castell el van carregar amb 84 castellers al folre, 36 a les manilles i 11 als puntals. A la tercera ronda de la mateixa diada ja havien fet un primer peu desmuntat que s'havia acabat enfonsant.

### Cronologia
La següent taula mostra una cronologia de tots els intents de pilar de 9 amb folre, manilles i puntals fets fins a l'actualitat. Hi figuren les colles que l'han intentat, la data, la diada, la plaça, el resultat del castell, els altres castells intentats en l'actuació i un comentari de cada una de les temptatives.
| Núm. | Colla                    | Data                  | Diada               | Plaça                                    | Resultat         | Actuació                                                     | Notes |
| ---- | ------------------------ | --------------------- | ------------------- | ---------------------------------------- | ---------------- | ------------------------------------------------------------ | --- |
| 1    | Castellers de Vilafranca | 1 de novembre de 2002 | Diada de Tots Sants | Plaça de la Vila, Vilafranca del Penedès | Intent           | 4de9sf(c), 3de10fm(i), Pde9fmp(i), Tde9fm, Pde8fm(i), Pde5   | Primer intent de Pde9fmp de la història. Primer intent de Pde9fmp dels Castellers de Vilafranca. Primer intent de Pde9fmp a Vilafranca del Penedès. |
| 2    | Castellers de Vilafranca | 1 de novembre de 2022 | Diada de Tots Sants | Plaça de la Vila, Vilafranca del Penedès | Carregat         | 3de10fm(id), 3de10fm(c), Tde9fm, Pde9fmp(c)                  | Primer Pde9fmp carregat de la història. Primer Pde9fmp carregat dels Castellers de Vilafranca. Primer Pde9fmp carregat a Vilafranca del Penedès.    |
| 3    | Castellers de Vilafranca | 1 de novembre de 2024 | Diada de Tots Sants | Plaça de la Vila, Vilafranca del Penedès | Intent desmuntat | 4de10fm, 3de10fm(id), Pd9fmp(id), 4de9sf(id), 4de9fa, Pde8fm | |

## Colles
Només una colla castellera l'ha aconseguit carregar, els Castellers de Vilafranca. La taula següent mostra la data, diada i plaça en què les colles el carregaren i/o descarregaren per primera vegada:
| Núm. | Colla                    | Carregat        | Diada               | Plaça                                    | Descarregat    | Diada          | Plaça          |
| ---- | ------------------------ | --------------- | ------------------- | ---------------------------------------- | -------------- | -------------- | -------------- |
| 1    | Castellers de Vilafranca | 1 novembre 2022 | Diada de Tots Sants | Plaça de la Vila, Vilafranca del Penedès | No descarregat | No descarregat | No descarregat |

## Estadística
| Resultat              |
| --------------------- |
| Descarregat (D)       |
| Carregat (C)          |
| Intent (I)            |
| Intent desmuntat (ID) |

Actualitzat a 31 de desembre de 2024

### Nombre de vegades
Fins a l'actualitat s'han fet 3 temptatives d'aquest castell per part d'una sola colla. Mai s'ha aconseguit descarregar, s'ha carregat 1 cop i en 2 ocasions ha quedat en intent.
| Colla                    | Resultats globals | Resultats globals | Resultats globals | Resultats globals | Total | Resultats parcials | Resultats parcials | Resultats parcials |
| Colla                    | D                 | C                 | I                 | ID                | Total | Assolit (D+C)      | No assolit (I+ID)  | Caigudes (C+I)     |
| ------------------------ | ----------------- | ----------------- | ----------------- | ----------------- | ----- | ------------------ | ------------------ | ------------------ |
| Castellers de Vilafranca | 0                 | 1                 | 1                 | 1                 | 3     | 1                  | 2                  | 2                  |
| Total                    | 0                 | 1                 | 1                 | 1                 | 3     | 1                  | 2                  | 2                  |
| Percentatge              | 0%                | 33,3%             | 33,3%             | 33,3%             | 100%  | 33,3%              | 66,7%              | 66,7%              |

### Poblacions
Fins a l'actualitat el pilar de 9 amb folre, manilles i puntals només s'ha intentat a 1 població.
| Població               | D | C | I | ID | Total |
| ---------------------- | - | - | - | -- | ----- |
| Vilafranca del Penedès | 0 | 1 | 1 | 1  | 3     |
| Total                  | 0 | 1 | 1 | 1  | 3     |

### Temporades
La taula següent mostra les ocasions en què s'ha intentat per les colles al llarg de les temporades.
| Colla                    | 2002 |  | 2022 |  | 2024 | Total       |
| ------------------------ | ---- |  | ---- |  | ---- | ----------- |
| Castellers de Vilafranca | 1i   |  | 1c   |  | 1id  | 1c, 1i, 1id |
| Total                    | 1i   |  | 1c   |  | 1id  | 1c, 1i, 1id |